# Comuna Kameanka, Lutuhîne
Kameanka (în ucraineană Кам'янка) este o comună în raionul Lutuhîne, regiunea Luhansk, Ucraina, formată din satele Bokove, Kameanka (reședința), Makedonivka și Paliivka.

## Demografie
Componența lingvistică a comunei Kameanka
     Ucraineană (82,71%)
     Rusă (12,56%)
     Alte limbi (0,08%)
Conform recensământului din 2001, majoritatea populației comunei Kameanka era vorbitoare de ucraineană (82,71%), existând în minoritate și vorbitori de rusă (12,56%).